# Milford, Kansas
Milford là một thành phố thuộc quận Geary, tiểu bang Kansas, Hoa Kỳ. Năm 2010, dân số của xã này là 530 người.

## Dân số
Dân số các năm:
- Năm 2000: 502 người
- Năm 2010: 530 người